# Zlatý míč 2021
Zlatý míč, cenu pro nejlepšího fotbalistu světa dle mezinárodního panelu sportovních novinářů, získal za rok 2021 argentinský fotbalista Lionel Messi, který v srpnu 2021 přestoupil z Barcelony do Paris Saint-Germain. Messi tuto anketu vyhrál již posedmé v kariéře.

## Zlatý míč
Nominovaní hráči byli zveřejněni 8. října 2021.
| Pořadí | Hráč                 | Klub                          | Body |
| ------ | -------------------- | ----------------------------- | ---- |
| 1.     | Lionel Messi         | Barcelona Paris Saint-Germain | 613  |
| 2.     | Robert Lewandowski   | Bayern Mnichov                | 580  |
| 3.     | Jorginho             | Chelsea                       | 460  |
| 4.     | Karim Benzema        | Real Madrid                   | 239  |
| 5.     | N'Golo Kanté         | Chelsea                       | 186  |
| 6.     | Cristiano Ronaldo    | Juventus Manchester United    | 178  |
| 7.     | Mohamed Salah        | Liverpool                     | 121  |
| 8.     | Kevin De Bruyne      | Manchester City               | 73   |
| 9.     | Kylian Mbappé        | Paris Saint-Germain           | 58   |
| 10.    | Gianluigi Donnarumma | AC Milán Paris Saint-Germain  | 36   |
| 11.    | Erling Haaland       | Borussia Dortmund             | 33   |
| 12.    | Romelu Lukaku        | Inter Milán Chelsea           | 26   |
| 13.    | Giorgio Chiellini    | Juventus                      | 26   |
| 14.    | Leonardo Bonucci     | Juventus                      | 18   |
| 15.    | Raheem Sterling      | Manchester City               | 10   |
| 16.    | Neymar               | Paris Saint-Germain           | 9    |
| 17.    | Luis Suárez          | Atlético Madrid               | 8    |
| 18.    | Simon Kjær           | AC Milán                      | 8    |
| 19.    | Mason Mount          | Chelsea                       | 7    |
| 20.    | Rijád Mahriz         | Manchester City               | 7    |
| 21.    | Bruno Fernandes      | Manchester United             | 6    |
| 21.    | Lautaro Martínez     | Inter Milán                   | 6    |
| 23.    | Harry Kane           | Tottenham Hotspur             | 4    |
| 24.    | Pedri                | Barcelona                     | 3    |
| 25.    | Phil Foden           | Manchester City               | 2    |
| 26.    | Gerard Moreno        | Villarreal                    | 1    |
| 26.    | Nicolò Barella       | Inter Milán                   | 1    |
| 26.    | Rúben Dias           | Manchester City               | 1    |
| 29.    | Luka Modrić          | Real Madrid                   | 0    |
| 29.    | César Azpilicueta    | Chelsea                       | 0    |

## Kopa Trophy
Nominovaní hráči byli zveřejněni 8. října 2021.
| Pořadí | Hráč             | Klub                            | Body |
| ------ | ---------------- | ------------------------------- | ---- |
| 1.     | Pedri            | Barcelona                       | 89   |
| 2.     | Jude Bellingham  | Borussia Dortmund               | 39   |
| 3.     | Jamal Musiala    | Bayern Mnichov                  | 38   |
| 4.     | Nuno Mendes      | Sporting CP Paris Saint-Germain | 23   |
| 5.     | Mason Greenwood  | Manchester United               | 15   |
| 6.     | Bukayo Saka      | Arsenal                         | 8    |
| 7.     | Florian Wirtz    | Bayer Leverkusen                | 8    |
| 8.     | Ryan Gravenberch | Ajax                            | 3    |
| 9.     | Giovanni Reyna   | Borussia Dortmund               | 1    |
| 9.     | Jérémy Doku      | Rennes                          | 1    |

## Jašinova trofej
Nominovaní hráči byli zveřejněni 8. října 2021.
| Pořadí | Hráč                 | Klub                         | Body |
| ------ | -------------------- | ---------------------------- | ---- |
| 1.     | Gianluigi Donnarumma | AC Milán Paris Saint-Germain | 594  |
| 2.     | Édouard Mendy        | Chelsea                      | 404  |
| 3.     | Jan Oblak            | Atlético Madrid              | 155  |
| 4.     | Ederson              | Manchester City              | 93   |
| 5.     | Manuel Neuer         | Bayern Mnichov               | 91   |
| 6.     | Emiliano Martínez    | Aston Villa                  | 90   |
| 7.     | Kasper Schmeichel    | Leicester City               | 37   |
| 8.     | Thibaut Courtois     | Real Madrid                  | 29   |
| 8.     | Keylor Navas         | Paris Saint-Germain          | 29   |
| 10.    | Samir Handanović     | Inter Milán                  | 8    |